# Olindo Mare
 Denne artikel omhandler footballspiller Olindo Mare. Opslagsordet har også en anden betydning, se Mare.
Olindo Franco Mare (født 6. juni 1973 i Hollywood, Florida, USA) er en amerikansk footballspiller (place kicker), der pt. er free agent. Han har tidligere spillet mange år i NFL-ligaen, hvor han blandt andet har repræsenteret Miami Dolphins i 10 år.
Mare er en enkelt gang, i 1999, blevet udtaget til Pro Bowl, NFL's All Star-kamp.

## Klubber
- Miami Dolphins (1997−2006)
- New Orleans Saints (2007)
- Seattle Seahawks (2008−2010)
- Carolina Panthers (2011)
- Chicago Bears (2012)